# Nicola Bombacci
Nicola Bombacci (Civitella di Romagna, Forlì, 24 de outubro de 1879 – Dongo, 28 de abril de 1945) foi um político italiano da primeira metade do século XX. Importante e conhecido dirigente socialista durante os anos da Primeira Guerra Mundial e a primeira pós-guerra, foi um dos fundadores do Partido Comunista Italiano (PCI) em 1921. Após a instauração da ditadura fascista ficou em Itália e na década de 1930 acercou-se ao fascismo, dirigindo a revista La Verità. Participou na experiência da República Social Italiana (RSI) e foi fuzilado com Mussolini em abril de 1945. Foi autor da socialização fascista.

## Biografia

### Nos anos socialistas
Nicola Bombacci nasceu em Civitella di Romagna, na província de Forlì, a 24 de outubro de 1879. Após uma breve experiência no seminário, chegou a ser mestre. Foi activo no mundo sindical desde princípios do século no Norte de Itália, entre Creme, Piacenza e Cesena, conseguindo ser eleito membro do Conselho Nacional da Confederação Geral do Trabalho (CGdL) em 1911. Em Modena, durante a Primeira Guerra Mundial, foi o líder indisputado do socialismo local: entre as guerras balcánicas e a Revolução russa foi ao mesmo tempo secretário da Câmera do Lavoro (Carteira de Trabalho), secretário da Federação socialista provincial de Módena e diretor do jornal socialista Il Domani. Em julho de 1917, nomeou-se-lhe membro da Direção do Partido Socialista Italiano (PSI): Bombacci colaborou estritamente com o intransigente secretário do Partido Costantino Lazzari e o diretor do jornal socialista Giacinto Menotti Serrati. Em 1918, no último ano de guerra, após as detenções de Lazzari em janeiro e Serrati em maio, Bombacci ficou praticamente sozinho à frente do Partido.
Favorável a uma política firmemente anti-reformista, Bombacci centralizou e verticalizou todo o socialismo italiano: as «federações provinciais» do partido e o Grupo Parlamentar Socialista (GPS) foram pela primeira vez dependentes diretamente da Direção do PSI, à qual se ligavam também as organizações sindicais e cooperativistas de esquerda. Em agosto de 1919, Bombacci redigiu com Serrati, Gennari e Salvadori o programa da «fração maximalista», que ganhou em XVI Congresso Nacional do PSI (Bolonha, 5-8 de outubro de 1919): eleito secretário do Partido a 11 de outubro e, no mês seguinte, nas primeiras eleições políticas generais da pós-guerra, deputado na circunscrição de Bolonha com mais de cem mil votos, foi sem dúvida uma das figuras mais importantes e visíveis do socialismo maximalista do biennio rosso.
Em janeiro de 1920 Bombacci apresentou um projeto de constituição dos Soviéticos em Itália, que obteve poucos consensos e muitas críticas, contribuindo de todas formas a abrir um intenso debate teórico na imprensa socialista. No mês de abril Bombacci foi o primeiro socialista italiano em encontrar com os representantes bolcheviques russos em Copenhaga, enquanto no verão foi um dos membros da delegação socialista italiana na Rússia soviética, tomando parte também ao II Congresso da Internacional Comunista. Fundador em outono da Fração Comunista do PSI, conjuntamente com Antonio Gramsci, Amadeo Bordiga, Egidio Gennari e Antonio Graziadei, ademais que diretor do jornal Il Comunista. No XVII Congresso Nacional do PSI (Livorno, 15-21 de janeiro de 1921) Bombacci optou claramente pela excisão, chegando a ser um dos membros do Comité Central do novo Partido Comunista Italiano, Secção Italiana da Internacional Comunista.

### Nos anos comunistas
Eleito deputado nas listas comunistas em maio de 1921 pela circunscrição de Trieste, Bombacci, não tendo uma própria corrente no novo partido, ficou isolado com respeito aos ordinovistas de Gramsci, Togliatti, Terracini e Tasca (partidários de se adaptar à nova situação de pós-guerra) e os abstencionistas de Bordiga: situou-se na asa direita com Francesco Misiano, favorável ao reaproximação com os maximalistas do PSI e contrário ao projeto de partido sectário e idealizado de Amadeo Bordiga. Arguido de aproximações ao PSI e de «diretização», depois de protestar contra um comunicado do partido que condenava a D'Annunzio por suas atuações em Fiume, já que considerava que ele era «Perfeita e profundamente revolucionário; porque D’Annunzio é revolucionário. Disse-o Lenin no Congresso de Moscovo». Bombacci rapidamente foi afastado dos centros diretivos comunistas, começando pelo Comité Central do Partido, onde se lhe negou a entrada pese a ser um dos seus fundadores. A polémica chegou até as mais altas esferas políticas da União Soviética em dezembro de 1923, quando o Comité Executivo do PCI decidiu unilateralmente a sua expulsão do Partido sem consultar a Internacional Comunista.
Bombacci faz todo o possível para deter a ascensão ao poder de Mussolini. A inimizade observa-se a sua vez nos cantos dos esquadristas: «Não tenho medo de Bombacci/ ...com a barba de Bombacci faremos spazzolini (trapos)/ para abrilhantar a careca de Benito Mussolini».
Falsamente acusava-se a Bombacci, então secretário do Grupo Parlamentar Comunista, de ter feito referência a uma possível união das duas revoluções – a bolchevique e a fascista – numa intervenção na Câmara a 30 de novembro de 1923; comprovou-se depois que Bombacci simplesmente, sobre o conselho do embaixador soviético em Itália, Iordanski, tinha proposto a questão de um tratado económico italo-soviético, desejado pelo Kremlin para romper o seu isolamento. Em janeiro de 1924 Bombacci foi então chamado a Moscovo, onde representou a delegação italiana nos funerais de Lenin; Zinoviev decidiu ali o seu reingresso no PCI, naqueles meses dizimado pela campanha de detenções do governo fascista de Mussolini. De volta a Itália e ainda que em Moscovo decidiu-se o seua reingresso, Bombacci não participou quase nunca na atividade do PCI e começou a trabalhar quase exclusivamente como contacto da Embaixada da URSS em Roma, ao serviço do comércio e a diplomacia soviética. Em 1925 fundou a revista L’Italo-Russa e uma homónima sociedade de importação e exportação, que já no final do ano seguinte tinham desaparecido. Seu afastamento do Partido era evidente: em 1927 os dirigentes comunistas italianos no exílio decretaram a sua expulsão definitiva.

### Da inactividade política à aproximação ao fascismo
Em «os anos do silêncio» Bombacci seguiu vivendo em Roma com a família. A colaboração com a embaixada soviética parece que não se prolongou para além de 1930, junto com a mudança de tendências da própria URSS vivia então (encobrimento progressivo de Stalin). As necessidades económicas e a difícil situação de saúde do filho Wladimiro, que precisava curas para a sua grave doença, lhe levaram a pedir ajuda a elementos do regime fascista, a quem conhecia desde fazia tempo –Leandro Arpinati, Dino Grandi, Edmondo Rossoni–, e depois ao mesmo Benito Mussolini, com o qual tinha tido relações políticas na etapa giolittiana. O Duce concedeu-lhe umas quantas subvenções para as curas do filho e encontrou-lhe um emprego no Instituto de Cinematografia Educativa da Sociedade das Nações em Roma. Desde o ano 1933 Bombacci acercou-se a cada vez mais ao fascismo, até o ponto que em 1935 se pode falar de uma verdadeira conversão.
Mussolini, a princípios de 1936, deu-lhe a Bombacci a possibilidade de fundar La Verità, uma revista política alinhada com as posições do regime, que, aparte de algumas interrupções devidas à oposição do «fascismo intransigente» dos Farinacci e Starace, durou até julho de 1943. Ao projeto colaboraram outros ex-socialistas como Alberto e Mario Malatesta, Ezio Riboldi, Walter Mocchi, Giovanni e Renato Bitelli, Angelo Scucchia. Bombacci nunca se aderiu ao Partido Nacional Fascista (PNF), ainda que lho pediu mais de uma vez ao Duce, a quem escrevia com frequência.
Na Verita escreveria: «O fascismo tem feito uma grandiosa revolução social, Mussolini e Lenin. Soviético e Estado fascista corporativo, Roma e Moscovo. Muito tivemos que retificar, nada de que nos fazer perdoar, pois hoje como ontem nos move o mesmo ideal: o triunfo do trabalho».
Após a queda do fascismo a 25 de julho de 1943, e depois do evento em setembro da libertação de Mussolini com a seguinte criação da República Social Italiana (RSI), Bombacci decidiu ir voluntariamente a Salò, onde parece que foi uma espécie de conselheiro de Mussolini. Desde então o ex-fundador do Partido Comunista Italiano atingiu mais protagonismo. A sua capacidade oratória e sua cercania ao mundo das classes trabalhadoras podiam ser úteis para a propaganda fascista: publicou uns quantos opúsculos sobre os perigos do bolchevismo e a degeneração estaliniana dos princípios socialistas, e participou no Congresso de Verona. Ao mesmo Bombacci atribui-se o projeto da «socialização», muito publicitado pelo fascismo republicano e aprovado com a denominação de «socialização fascista», ainda que dito programa não se aplicou nunca na prática, pelo conselho de ministros da RSI em fevereiro de 1944.
Nos últimos meses de guerra (setembro de 1944 – março de 1945) Bombacci não parou de propagar a causa do fascismo como «única verdadeira revolução e realização do triunfo do trabalho», dando conferências entre os operários nas praças do Norte da península, ainda que sem sucesso algum devido à adversa situação militar do Eixo.

Em 15 de março de 1945 em Genova, Bombacci diria em um discurso aos camisas negras:
Companheiros! Olhe na minha cara, companheiros! Agora você se pergunta se eu sou o mesmo agitador socialista, o fundador do Partido Comunista, o amigo de Lenin que era. Sim senhor, ainda sou o mesmo! Nunca neguei os ideais pelos quais lutei e sempre lutarei. Eu estava ao lado de Lenin nos dias brilhantes da revolução, acreditava que o bolchevismo estava na vanguarda do triunfo dos trabalhadores, mas então percebi o engano.
Mais tarde, Bombacci diria:
O socialismo não será alcançado por Stalin, mas por Mussolini, que é um socialista, embora por vinte anos tenha sido prejudicado pela burguesia que mais tarde o traiu ... mas agora Mussolini se livrou de todos os traidores e precisa dos trabalhadores para criar o novo estado proletário.

### Morte

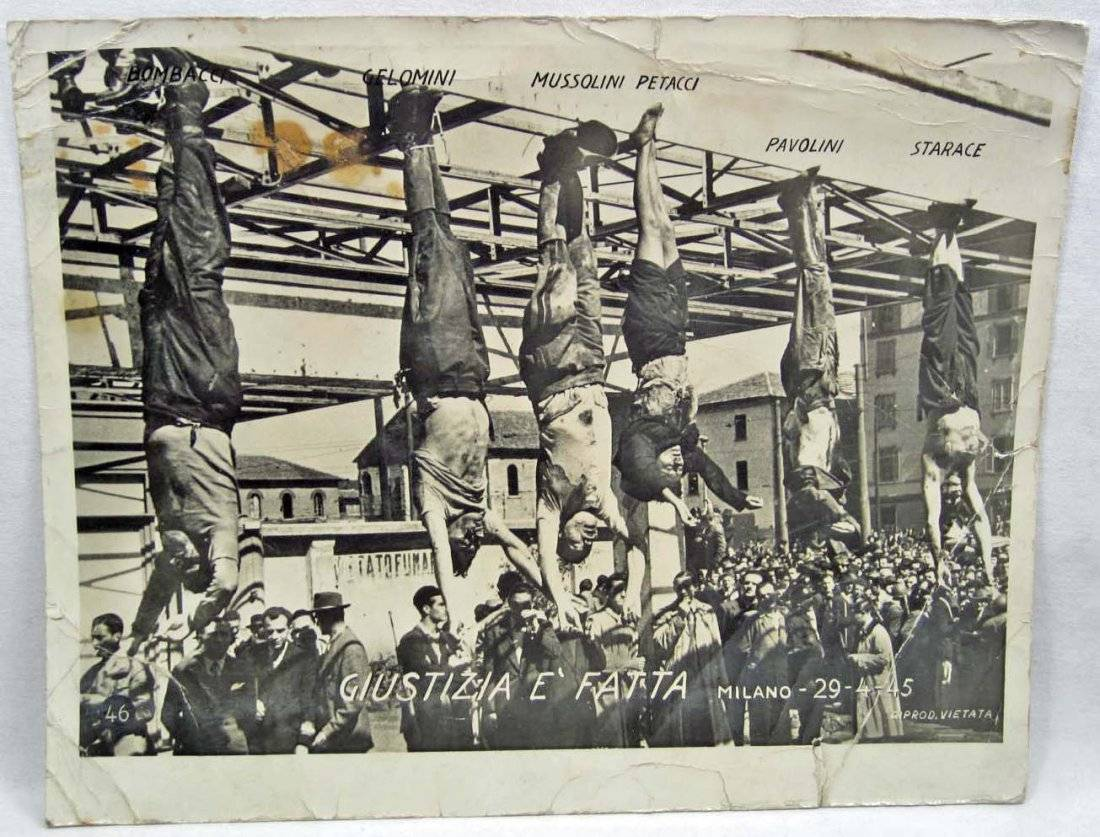
De Izq., a Der., os corpos de Bombacci, Gelomini, Mussolini, Clara Petacci, Pavolini e Starace exibidos na praça de Loreto.

Ao momento da queda do regime fascista, Bombacci negou-se a abandonar a Mussolini até o último momento: os partisanos capturaram-lhe no mesmo carro do Duce fugindo à Suíça, e fuzilaram-lhe nas orlas do lago de Como a 28 de abril de 1945. A manhã de 29 de abril, o cadáver de Bombacci foi pendurado na gasolineira da Piazzale Loreto em Milão junto aos corpos do ex ditador, de Claretta Petacci –seu amante– e de uns quantos elementos fascistas; sobre o corpo de Bombacci colocou-se o letreiro de «supertraditore» ('supertraidor').
As últimas palavras de Bombacci seriam «Que Viva Mussolini! Que Viva o socialismo!»

## Escritos de Nicola Bombacci
- Dove va la Russia? (Dal comunismo al panslavismo), Milão, 1944;
- I contadini nell’Italia di Mussolini, Roma, 1943;
- I contadini nella Russia di Stalin, Roma, 1942;
- Il mio pensiero sul bolscevismo, Roma, Edizioni “La Verità”, 1941;
- Questo è il bolscevismo, Venezia, 1944;
- Frièland, Le vere memorie di Nicola Bombacci, Bolonia, Cooperativa Gráfica fra ex combattenti, 1923;
- Rachmanova Alja, Inferno o paradiso? (La vita quotidiana nell’URSS), com prefação de Nicola Bombacci, Roma, Edizioni “La Verità”, 1942;
- Sezione Socialista di Pistoia, Per la costituzione dei Soviet. Relazione presentata al Congresso Nazionale da Nicola Bombacci, Pistoia, Tipografía F.lli Cialdini, 1920.